# Galeria Piastów
Galeria Piastów – centrum handlowo-rozrywkowe znajdujące się przy ul. Najświętszej Marii Panny w Legnicy. 

## Opis
Budowa Galerii Piastów została zaplanowana w III etapach. I etap, o powierzchni 12 600 m² oddano do użytku w 2006 roku. Drugi budynek, będący częścią Galerii oddano do użytku 16 października 2008 r. Trzecią część, którą połączono z pierwszą, otwarto 24 kwietnia 2009 r. Inwestorem była spółka Rank Progress S.A., zaś galerię wybudowało przedsiębiorstwo Erbud. Na trzech kondygnacjach mieści się ponad 110 sklepów.
W ostatniej części Galerii Piastów, znajduje się także Centrum Filmowe HELIOS z 5 salami kinowymi na 1100 miejsc, wielopoziomowy parking na 400 miejsc, kręgielnia i fitness.
Do jej budowy użyto takich materiałów jak piaskowiec czy naturalny kamień. Swoim wyglądem, architektonicznie nawiązuje do dawnej, tradycyjnej zabudowy Starego Miasta. W bryłę galerii wkomponowana jest renesansowa kamienica Scultetusa.